# بيل كوش (متزحلق نوردي مزدوج)
بيل كوش (بالإنجليزية: Bill Koch) هو متزحلق نوردي مزدوج أمريكي، ولد في 7 يونيو 1955 في براتلبورو في الولايات المتحدة.

## وصلات خارجية
- بيل كوش على موقع الاتحاد الدولي للتزلج (التزلج الريفي) (الإنجليزية)
- بيل كوش على موقع أوليمبيديا (الإنجليزية)
- بيل كوش على موقع قاعة فيرمونت للمشاهير الرياضية (الإنجليزية)
- بيل كوش على موقع الموسوعة البريطانية (الإنجليزية)